# Кондратова Ірина Юріївна
Ірина Юріївна Кондратова — педіатр-неонатолог. Керівниця Харківського регіонального перинатального центру, доцент кафедри педіатрії № 1, кандидат медичних наук, лікар вищої категорії. Увійшла до рейтингу сотні найвпливовіших жінок світу за версією ВВС[джерело?], які надихали протягом 2022 року.

### Життєпис
Народилася в Харкові, навчалася в школі № 74. Закінчила Харківський національний медичний університет. Працює лікарем з 1994 року. Лікар-педіатр, дитячий анестезіолог. Із 2012-го — керівниця Харківського регіонального перинатального центру.

## Звання і нагороди
Кандидат медичних наук, доцент кафедри педіатрії № 1 та неонатології ХНМУ. Нагороджена орденом Княгині Ольги ІIІ ступеня.Увійшла до рейтингу сотні найвпливовіших жінок світу за версією ВВС, які надихали протягом 2022 року.
.
Американський журнал Time назвав людиною року Президента України Володимира Зеленського і дух України. Як уособлення цього духу на обкладинці журналу розміщені українці, серед яких — Ірина Кондратова.